# フィリピコス・バルダネス
フィリピコス・バルダネス（ギリシア語：Φιλιππικός Βαρδάνης （Philippikos Bardanēs）, ? - 714年1月20日?）は、東ローマ帝国の皇帝（在位：711年 - 713年6月2日）。
ペルガモン出身のアルメニア系の人物であり、元の名を「バルダネス」と言った。父のニケフォロスはパトリキオスという高い爵位をもっており、彼自身もパトリキオスだったとされている。
ティベリオス3世によって一時ケファレニア島に追放されていたが、ユスティニアノス2世によって召喚された。しかし711年、ケルソンに再び追放されることとなり、この年ユスティニアノス2世が復讐のためにケルソンに派遣した艦隊に同乗した。しかしこの艦隊がケルソン市民に呼応してユスティニアノス2世に反旗を翻すと、バルダネスを新たな皇帝として即位させたのである。
フィリピコスは即位すると単意説を支持して第3コンスタンティノポリス公会議の決議を破棄したが、これは多くの人々の不満を引き起こした。また彼は小アジア半島内部に進出してきていたウマイヤ朝の軍や、トラキア地方に侵攻してきた第一次ブルガリア帝国の軍にうまく対応することが出来なかった。
そのためアルテミオス（後のアナスタシオス2世）らによって陰謀が企画された。713年のペンテコステの前日、コンスタンティノポリスの市民たちとの会食のあと、休憩しているところをテマの兵やサーカス党派の人々に襲われて馬車競技場に幽閉され、そこで盲目にされた。翌日アルテミオスがフィリピコスに代わって即位した。